# Дашогуз
Дашогуз (на туркменски: Daşoguz; на руски: Дашогу́з, до 1992 г. известен като Ташауз, а в периода 1992-1999 г.: Дашховуз) е град е Северен Туркменистан, разположен на 10 км от границата с Узбекистан. Градът е административен център на виляет Дашогуз. По данни от 2012 година Дашогуз има 275 278 жители.

## История
Селището е възникнало като спирка на Пътя на коприната, защото на мястото му е имало извор, откъдето идва и името му. В началото на 19 век тук руснаците основават крепост, която наричат Ташауз. След независимостта на Туркменистан през 1992 г. градът е преименуван на Дашховуз, а през 1999 г. по заповед на президента Сапармурат Ниязов отново е променено на Дашогуз. Съвременният град е проектиран по съветски образец, с много паметници и музеи. Градът е административен и културен център и важен железопътен възел.